# Ogren Motor Car Company
Die Ogren Motor Car Company war ein US-amerikanischer Automobilhersteller, der 1915 in Chicago (Illinois), 1916–1917 in Waukegan (Illinois) und 1919–1923 in Milwaukee (Wisconsin) ansässig war.

## Beschreibung
Hugo W. Ogren gründete die Ogren Motor Car Company Anfang 1915 in Chicago und baute einen siebensitzigen Tourenwagen mit Sechszylindermotor, möglicherweise von Falls für US$ 2500. Dieser Motor hatte bei einer Bohrung von 3,75 in. (95,25 mm) und einem Hub von 5,5 in. (139,7 mm) einen Hubraum von 364,5 c.i. (5973 cm³). Damit wurde er mit 33,75 HP nach N.A.C.C. taxiert. Das Modell P war ein Linkslenker und hatte Reifen der Dimension 37 × 5 in.
1916 wurde die Gesellschaft in Ogren Motor Works, Inc. umbenannt und zog in größere Fabrikgebäude in Waukegan um. Das Modell P wurde weitergebaut, war aber nun auch als zweisitziger Roadster und siebensitzige Limousine erhältlich. Wegen finanzieller Schwierigkeiten wurde die Gesellschaft einschließlich Gebäuden am 22. November 1917 versteigert.
Im September 1919 etablierte Ogren seine Firma neu, wiederum unter dem Namen Ogren Motor Car Company, in Milwaukee mit einem Kapitalstock von US$ 500.000,–. Ab Juli 1920 gab es neue Ogren-Modelle mit Sechszylindermotoren von Beaver mit einer Leistung von 65 bhp (48 kW)
für US$ 3750,–. Der Kunde hatte nur noch die Wahl zwischen zwei offenen Varianten, einem „Sport“ genannten Phaeton mit 4 und einem Tourenwagen mit 7 Sitzen. Die ersten dieser Fahrzeuge erschienen mit dem gleichen Radstand wie das Modell P; 1921 folgten etwas längere Fahrgestelle, die je US$ 3900,– kosteten.
1922 ersetzten 70 bhp-(51-kW)-Continental-Motoren die von Beaver. Sie hatten fünf Liter Hubraum bei einer Bohrung von 3,5 in (88,5 mm) und 5,25 in (133,4 mm) Hub und leistete maximal 70 bhp (52 kW) bei 2000/min ab. Nach N.A.C.C. wurden sie mit 29,4 PS taxiert. Nach der gleichen Quelle hat der Motor hängende Ventile, wahrscheinlicher sind jedoch stehende Ventile oder wechselgesteuerte Ventile.
Fred G. Smith übernahm 1922 die Leitung der Gesellschaft, da Ogren die Firma verlassen hatte. Die Produktion wurde eingestellt, aber bis Sommer 1923 gab es noch Ogren-Automobile zu kaufen. Im November 1923 folgte der Konkurs der Firma.
Insgesamt entstanden weniger als 200 Fahrzeuge.

## Modelle
| Modell | Bauzeitraum | Zylinder | Hubraum  | Leistung       | Radstand     | Aufbauten                                                                              |
| ------ | ----------- | -------- | -------- | -------------- | ------------ | -------------------------------------------------------------------------------------- |
| P      | 1915–1917   | 6 Reihe  | 5973 cm³ |                | 3378 mm      | Roadster 2 Sitze, Tourenwagen 7 Sitze, Limousine 7 Sitze                               |
| Six-65 | 1920–1921   | 6 Reihe  |          | 65 bhp (48 kW) | 3353–3404 mm | Sport 4 Sitze, Tourenwagen 7 Sitze                                                     |
| Six-70 | 1922–1923   | 6 Reihe  | 4968 cm³ | 70 bhp (51 kW) | 3404 mm      | Roadster 4 Sitze, Coupé 4 Sitze, Sport 5 Sitze, Tourenwagen 7 Sitze, Limousine 7 Sitze |